# Тюлин, Евгений Викторович
Евгений Викторович Тюлин (март 1945, Владимир — 15 мая 2006 или май 2007, там же) — советский и российский шахматист, мастер спорта СССР (1974).

## Биография
Шестикратный чемпион Владимирской области.
Участник чемпионатов РСФСР и ВС СССР.

Успешно выступал в соревнованиях по переписке.
Участник 20-го чемпионата СССР (1994—1998 гг.), первых лиг 18-го (1988—1991 гг.) и 19-го (1991—1994 гг.) чемпионатов СССР.
Участник 8-го, 9-го, 10-го и 12-го чемпионатов РСФСР.
В составе сборной РСФСР победитель 10-го командного чемпионата СССР (1991—1994 гг.).
В составе сборной СССР участник отборочных соревнований 4-го командного чемпионата Европы.
В составе сборной России участник 4-го командного чемпионата Европы (1994—1998 гг.).
Делегат учредительной конференции Российской ассоциации заочных шахмат (1993 г.).
Вел тренерскую работу. Был первым директором СШШ № 2 во Владимире. Преподавал в школе гроссмейстера А. Н. Панченко.
Во Владимире проводятся турниры по быстрым шахматам памяти Тюлина. Организатором выступает его ученик А. Шаряфетдинов.

## Основные спортивные результаты
| Год                       | Город                                                                            | Соревнование                                                                     | + | − | = | Результат | Место             |
| ------------------------- | -------------------------------------------------------------------------------- | -------------------------------------------------------------------------------- | - | - | - | --------- | ----------------- |
| 1968                      | Ленинград                                                                        | Чемпионат ВС СССР                                                                |   |   |   |           |                   |
| 1970                      | Ленинград                                                                        | Командный чемпионат ВС СССР                                                      |   |   |   |           |                   |
| 1974                      | Владимир                                                                         | Полуфинал чемпионата РСФСР                                                       |   |   |   |           | [ 18 ]            |
|                           | Тула                                                                             | Чемпионат РСФСР                                                                  |   |   |   |           | [ 19 ]            |
| 1975                      | Ярославль                                                                        | Полуфинал чемпионата РСФСР                                                       |   |   |   |           |                   |
| 1977                      | Волгоград                                                                        | Чемпионат РСФСР                                                                  | 5 | 8 | 4 | 7 из 17   | 15—17             |
| 1994                      | Колонтаево                                                                       | Командный чемпионат России[уточнить]                                             |   |   |   |           |                   |
| СОРЕВНОВАНИЯ ПО ПЕРЕПИСКЕ |                                                                                  |                                                                                  |   |   |   |           |                   |
| 1980—1982                 | 8-й чемпионат РСФСР                                                              | 8-й чемпионат РСФСР                                                              | 5 | 1 | 9 | 9½ из 15  | 5—6               |
| 1982—1984                 | 9-й чемпионат РСФСР                                                              | 9-й чемпионат РСФСР                                                              | 1 | 6 | 7 | 4½ из 14  | 13—14             |
| 1984—1987                 | 10-й чемпионат РСФСР                                                             | 10-й чемпионат РСФСР                                                             | 2 | 7 | 8 | 6 из 17   | 14                |
| 1988—1991                 | 12-й чемпионат РСФСР                                                             | 12-й чемпионат РСФСР                                                             | 3 | 2 | 9 | 7½ из 14  | 5—6               |
| 1988—1991                 | Первая лига 18-го чемпионата СССР                                                | Первая лига 18-го чемпионата СССР                                                |   |   |   | 7 из 14   | 7—8               |
| 1988—1994                 | Полуфинал 4-го командного чемпионата Европы (группа 1, сборная СССР, 12-я доска) | Полуфинал 4-го командного чемпионата Европы (группа 1, сборная СССР, 12-я доска) | 1 | 0 | 6 | 4 из 7    |                   |
| 1991—1993                 | Первая лига 19-го чемпионата СССР                                                | Первая лига 19-го чемпионата СССР                                                |   |   |   | 9½ из 15  | 3—5               |
| 1991—1994                 | 10-й командный чемпионат СССР (сборная РСФСР, 2-я доска)                         | 10-й командный чемпионат СССР (сборная РСФСР, 2-я доска)                         |   |   |   | 10½ из 13 | Команда — чемпион |
| 1994—1998                 | 20-й чемпионат СССР                                                              | 20-й чемпионат СССР                                                              | 2 | 5 | 7 | 5½ из 14  | 11—13             |
| 1994—1998                 | 4-й командный чемпионат Европы (сборная России, 4-я доска)                       | 4-й командный чемпионат Европы (сборная России, 4-я доска)                       | 2 | 2 | 7 | 5½ из 11  |                   |